# Žan Medved
Žan Medved (Liubliana, 14 de junio de 1999) es un futbolista esloveno que juega de delantero en el Nyíregyháza Spartacus F. C. de la Nemzeti Bajnokság I.

## Trayectoria
En 2020 el Slovan Bratislava anunció su fichaje. Hizo su debut profesional en la Superliga de Eslovaquia contra el AS Trenčín el 22 de febrero. Reemplazó a Rafael Ratão en el minuto 80 en un partido que acabó con victoria por 2-0 con goles de Vernon De Marco Morlacchi y el propio Ratão.

## Clubes
| Club                         | País       | Año       |
| ---------------------------- | ---------- | --------- |
| N. K. Aluminij               | Eslovenia  | 2016-2017 |
| N. K. Olimpija Ljubljana     | Eslovenia  | 2017-2020 |
| N. K. Fužinar Ravne (cedido) | Eslovenia  | 2018-2019 |
| Vis Pesaro 1898 (cedido)     | Italia     | 2019      |
| N. K. Fužinar Ravne (cedido) | Eslovenia  | 2019-2020 |
| Š. K. Slovan Bratislava      | Eslovaquia | 2020-2023 |
| Wisła Cracovia (cedido)      | Polonia    | 2021      |
| N. K. Celje (cedido)         | Eslovenia  | 2021-2022 |
| M. F. K. Skalica (cedido)    | Eslovaquia | 2023      |
| F. C. Košice                 | Eslovaquia | 2023-2025 |
| Nyíregyháza Spartacus F. C.  | Hungría    | 2025-     |

## Palmarés

### Títulos nacionales
| Título                  | Club                    | País       | Año  |
| ----------------------- | ----------------------- | ---------- | ---- |
| Superliga de Eslovaquia | Š. K. Slovan Bratislava | Eslovaquia | 2020 |
| Copa de Eslovaquia      | Š. K. Slovan Bratislava | Eslovaquia | 2020 |